# Joanna Trollope

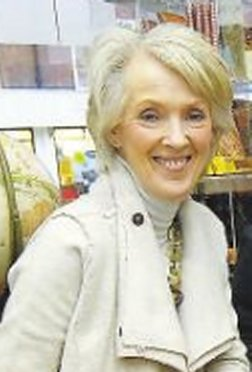
Joanna Trollope (2011)

Joanna Trollope OBE (Minchinhampton (Gloucestershire), 9 december 1943) is een Engelse schrijfster van romans.
Joanna Trollope ging naar de Reigate County School for Girls en daarna naar de Universiteit van Oxford. Ze gaf les op verschillende locaties van 1967 tot 1979 voor ze fulltime ging schrijven in 1980. Ze was getrouwd met Ian Curteis, een Britse televisiester. Trollope is een ver familielid van de victoriaanse schrijver Anthony Trollope en is een nicht van de schrijver en televisiereporter James Trollope.
Ze schrijft vooral drama's over families uit de middenklasse en liefdesromans. De boeken zijn heel realistisch, en hebben vooral de menselijke psyche en onderlinge relaties tot onderwerp. Enkele van haar romans zijn verfilmd of als televisieserie uitgezonden.

## Historische Romans
(Vooral geschreven onder het pseudoniem Caroline Harvey.)
- Eliza Stanhope (Niet geschreven onder een pseudoniem)
- Legacy of Love (1980)
- A Second Legacy (1993)
- A Castle in Italy (1993)
- De Dochter van Dominee Harding (1996), oorspronkelijke titel Parson Harding's Daughter
- Het Ritme van de Zon (1996), oorspronkelijke titel The Steps of the Sun
- De Koperen Dolfijn (1997), oorspronkelijke titel The Brass Dolphin
- City of Gems (1999)
- The Taverner's Place (2000)
- Leaves from the Valley